# سابينا تاباي
سابينا تاباي (بالمجرية: Tápai Szabina)‏ مواليد 30 يناير 1986 في المجر، هي لاعبة كرة يد مجرية. فازت بكأس أوروبا لكرة اليد للسيدات سنة 2005.

## روابط خارجية
- سابينا تاباي على موقع الاتحاد الأوروبي لكرة اليد (الإنجليزية)